# Втрати 234-го десантно-штурмового полку (РФ)
У статті наведено подробиці втрат 234-го десантно-штурмового полку Збройних сил РФ.

## Перша чеченська війна
| п/п | Прізвище, ім'я, по батькові                                           | Звання           | Дата народження | Дата смерті | Місце смерті |
| --- | --------------------------------------------------------------------- | ---------------- | --------------- | ----------- | ------------ |
| 1.  | Міхальов Олег Олександрович (рос. Михалев Олег Александрович          | молодший сержант | 13.12.1975      | 10.12.1994  |              |
| 2.  | Арнольд Олександр Олександрович (рос. Арнольд Александр Александрович | єфрейтор         | 16.01.1976      | 28.12.1994  |              |
| 3.  | Утюжников Дмитро Вікторович (рос. Арнольд Александр Александрович     | рядовий          | 16.09.1975      | 24.12.1994  | Алхан-Кала   |

## Російсько-українська війна
| п/п | Прізвище, ім'я, по батькові                                              | Звання                                                                 | Дата народження | Дата смерті | Місце смерті       |
| --- | ------------------------------------------------------------------------ | ---------------------------------------------------------------------- | --------------- | ----------- | ------------------ |
| 1.  | Волков Сергій Михайлович (рос. Волков Сергей Михайлович)                 |                                                                        | 30.11.1986      | 12.07.2014  |                    |
| 2.  | Карпенко Олексій Вікторович (рос. Карпенко Алексей Викторович)           |                                                                        | 01.07.1984      | 18.08.2014  | Георгіївка         |
| 3.  | Короленко Антон Володимирович (рос. Короленко Антон Владимирович)        | гвардії капітан, командир роти                                         | 03.04.1987      | 20.08.2014  | Георгіївка         |
| 4.  | Кінібаєв Тлеужан Маратович (рос. Кинибаев Тлеужан Маратович)             |                                                                        | 11.03.1992      | 20.08.2014  | Георгіївка         |
| 5.  | Кічаткін Леонід Юрійович (рос. Кичаткин Леонид Юрьевич)                  |                                                                        | 30.09.1984      | 20.08.2014  | Георгіївка         |
| 6.  | Осіпов Олександр Сергійович (рос. Осипов Александр Сергеевич)            | єфрейтор                                                               | 1993            | 20.08.2014  |                    |
| 7.  | Тимошкін Олексій Васильович (рос. Тимошкин Алексей Васильевич)           |                                                                        | 22.10.1987      | 26.08.2014  |                    |
| 8.  | Баранов Олександр Васильович (рос. Баранов Александр Васильевич)         |                                                                        | 10.11.1992      | 30.08.2014  |                    |
| 9.  | Герасимчук Василь Богданович (рос. Герасимчук Василий Богданович)        |                                                                        | 14.01.1987      | 30.08.2014  |                    |
| 10. | Мезенцев Максим (рос. Мезенцев Максим)                                   |                                                                        | 04.01.1990      | 03.09.2014  |                    |
| 11. | Разумов Владислав Вікторович (рос. Разумов Владислав Викторович)         | рядовий                                                                | 09.11.2001      | 27.02.2022  |                    |
| 12. | Іванов Микола Олексійович (рос. Иванов Николай Алексеевич)               | лейтенант, командир розвідвзводу                                       |                 | 27.02.2022  |                    |
| 13. | Арутюнян Давид Акопович (рос. Арутюнян Давид Акопович)                   | рядовий                                                                | 08.03.2003      | 01.03.2022  | Київська область   |
| 14. | Мулдашев Наріман Єрмухамбєтули (рос. Мулдашев Нариман Ермухамбетулы)     | молодший сержант, старший механік-водій                                | 27.03.1995      | 04.03.2022  |                    |
| 15. | Разік Денис Анатолійович (рос. Разик Денис Анатольевич)                  | старший лейтенант, командир роти                                       | 29.09.1994      | 05.03.2022  | Буча               |
| 16. | Суховской Семен Михайлович (рос. Суховской Семён Михайлович)             | старший лейтенант, командир роти                                       |                 | 05.03.2022  |                    |
| 17. | Баюр Геннадій Петрович (рос. Баюр Геннадий Петрович)                     | капітан, командир самохідно-артилерійської батареї                     |                 | 11.03.2022  | Буча               |
| 18. | Кузьмін Віктор Вікторович (рос. Кузьмин Виктор)                          | підполковник, заступник командира полку                                | 03.03.1983      | 11.03.2022  | Буча               |
| 19. | Лобанов Олександр Миколайович (рос. Лобанов Александр Николаевич)        | майор, заступник командира полку з технічної частини                   |                 | 11.03.2022  | Буча               |
| 20. | Жаров Ігор Володимирович (рос. Жаров Игорь Владимирович)                 | підполковник, начальник штабу та заступник командира полку             |                 | 19.03.2022  |                    |
| 21. | Яковлєв Павло Михайлович (рос. Яковлев Павел Михайлович)                 | лейтенант, начальник топографічної служби штабу                        | 17.07.1997      | 19.03.2022  |                    |
| 22. | Піпякін Ігор Анатолійович (рос. Пипякин Игорь Анатольевич)               | старший лейтенант, заступник командира інженерно-саперної роти         |                 | 19.03.2022  |                    |
| 23. | Арістов Руслан В'ячеславович (рос. Аристов Руслан Вячеславович)          | сержант                                                                |                 | 21.05.2022  | Попасна            |
| 24. | Коновалов Данило Сергійович (рос. Коновалов Данил Сергеевич)             | рядовий                                                                |                 | 21.05.2022  | Попасна            |
| 25. | Картишкін Лев Дмитрович (рос. Картышкин Лев Дмитриевич)                  | єфрейтор                                                               | 02.12.2001      | 21.05.2022  | Попасна            |
| 26. | Будкін Іван Юрійович (рос. Будкин Иван Юрьевич)                          | майор, начальник штабу 2-го батальйону                                 | 1987            | 22.05.2022  | Попасна            |
| 27. | Єдренкін Дмитро Володимирович (рос. Едренкин Дмитрий Владимирович)       | лейтенант, командир взводу                                             |                 | 22.05.2022  |                    |
| 28. | Буров Кирило Романович (рос. Буров Кирилл Романович)                     | старший лейтенант, командир взводу                                     |                 | 26.05.2022  |                    |
| 29. | Бурмакін Дмитро (рос. Бурмакин Дмитрий)                                  | сержант, командир бойової машини                                       |                 | 26.05.2022  |                    |
| 30. | Горбунов Дмитро Валерійович (рос. Горбунов Дмитрий Валерьевич)           | сержант, командир бойової машини                                       | 02.05.1994      | 26.05.2022  | Василівка          |
| 31. | Сидорін Олексій Миколайович (рос. Сидорин Алексей Николаевич)            | старший лейтенант, командир взводу                                     |                 | 29.05.2022  |                    |
| 32. | Губін Антон Сергійович (рос. Губин Антон Сергеевич)                      |                                                                        | 27.12.1985      | 07.06.2022  |                    |
| 33. | Михайлов Євген Валерійович (рос. Михайлов Евгений Валерьевич)            | старший лейтенант, командир роти                                       |                 | 02.08.2022  |                    |
| 34. | Афонін Олексій Валерійович (рос. Афонин Алексей Валерьевич)              | підполковник, заступник командира полку                                | 02.02.1980      | 01.09.2022  |                    |
| 35. | Варюхін Віктор Євгенович (рос. Варюхин Виктор Евгеньевич)                | молодший сержант                                                       | 10.07.1994      | 05.09.2022  |                    |
| 36. | Лєбєдєв Олег Олександрович (рос. Лебедев Олег Александрович)             | капітан, начальник автомобільної служби                                | 31.10.1992      | 07.09.2022  | Херсонська область |
| 37. | Меліков Ніяз Аскендерович (рос. Меликов Нияз Аскендерович)               | капітан, командир роти                                                 |                 | 29.09.2022  |                    |
| 38. | Харісов Артур Рінатович (рос. Харисов Артур Ренатович)                   | рядовий                                                                | 13.04.2002      | 29.09.2022  |                    |
| 39. | Васильєв Микола Михайлович (рос. Афонин Алексей Валерьевич)              | майор, заступник командира батальйону з повітряно-десантної підготовки | 20.06.1978      | 11.01.2023  |                    |
| 40. | Сарров Павло Арунасович (рос. Саров Павел Арунасович)                    | молодший лейтенант                                                     | 08.08.1992      | 25.01.2023  |                    |
| 41. | Лисичкін Олександр Олександрович (рос. Лисичкин Александр Александрович) | старший лейтенант, командир взводу                                     | 16.08.1982      | 01.02.2023  |                    |
| 42. | Сухих Андрій Олексійович (рос. Сухих Андрей Алексеевич)                  | сержант                                                                | 11.01.1995      | 14.02.2023  |                    |
| 43. | Черкасов Віктор Миколайович (рос. Черкасов Виктор Николаевич)            | майор, заступник командира батальйону з озброєння                      | 04.08.1988      | 22.03.2023  |                    |
| 44. | Нікітенко Роман Євгенович (рос. Никитенко Роман Евгеньевич)              | молодший лейтенант                                                     | 19.08.1997      | 25.03.2023  |                    |
| 45. | Івлієв Сергій Євгенович (рос. Ивлиев Сергей Евгеньевич)                  | старший лейтенант, командир роти                                       |                 | 31.03.2023  |                    |
| 46. | Барабанов Роман Анатолійович (рос. Барабанов Роман Анатольевич)          | капітан, командир роти                                                 |                 | 20.05.2023  |                    |
| 47. | Шобанов Сергій Борисович (рос. Шобанов Сергей Борисович)                 | капітан                                                                | 20.03.1994      | 31.08.2023  |                    |
| 48. | Лукін Семен Борисович (рос. Лукин Семён Борисович)                       |                                                                        | 02.09.1980      | 16.11.2023  | Роботине           |
| 49. | Баранов Михайло Семенович (рос. Баранов Михаил Семёнович                 | сержант                                                                | 20.04.1962      | 12.12.2023  |                    |
| 50. | Сердюк Євген Миколайович (рос. Сердюк Евгений Николаевич                 | молодший сержант                                                       | 18.01.1993      | 17.12.2023  | Роботине           |
| 51. | Кузьмін Віктор Миколайович (рос. Кузьмин Виктор Николаевич               | молодший сержант                                                       | 07.10.2002      | 17.12.2023  |                    |
| 52. | Айданов Олексій Заїтович (рос. Айданов Алексей Заитович)                 | молодший сержант                                                       | 11.10.1977      | 28.03.2024  |                    |

## Війна в Сирії
| п/п | Прізвище, ім'я, по батькові                                   | Звання    | Дата народження | Дата смерті | Місце смерті                              |
| --- | ------------------------------------------------------------- | --------- | --------------- | ----------- | ----------------------------------------- |
| 1.  | Григоров Микола Михайлович (рос. Григоров Николай Михайлович) | прапорщик | 10.01.1985      | 06.03.2018  | на борту літака Ан-26, Авіабаза «Хмеймім» |